# Sisyrinchium brevipes
Sisyrinchium brevipes är en irisväxtart som beskrevs av John Gilbert Baker. Sisyrinchium brevipes ingår i släktet gräsliljor, och familjen irisväxter. Inga underarter finns listade i Catalogue of Life.